# Administració Federal d'Aviació
L'Administració Federal d'Aviació (FAA, Federal Aviation Administration) és una agència governamental depenent del Departament de Transport del Govern federal dels Estats Units. És l'entitat encarregada de la regulació de tots els aspectes de l'aviació civil als Estats Units.
Les principals funcions de la FAA són:
- Regulació del transport espacial comercial als EUA
- Regulació de les infraestructures de navegació aèria i les normes d'inspecció de vols
- Fomentar i desenvolupar l'aeronàutica civil, incloses les noves tecnologies de l'aviació
- Concessió, suspensió o revocació dels certificats de pilot
- Regulació de l'aviació civil per promoure la seguretat, especialment a través de les oficines locals
- Desenvolupar i operar un sistema de control del trànsit aeri i de navegació per a avions civils i militars
- Recerca i desenvolupament de l'aeronàutica nacional de l'espai aeri del sistema i la societat civil
- Desenvolupar i dur a terme programes de control de soroll de les aeronaus i altres efectes ambientals